# سارتن (دهانه)

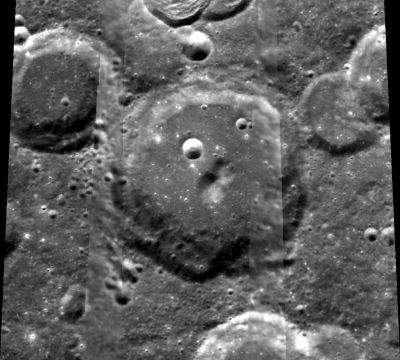
تصویری از دهانه سارتن

سارتن یک دهانه برخوردی در ماه‌ است.

## دهانه‌های اقماری
این دهانه ۳ دهانه اقماری دارد.
| Sarton | عرض جغرافیایی | طول جغرافیایی | قطر          |
| ------ | ------------- | ------------- | ------------ |
| Y      | ۵۱.۵° N       | ۱۲۱.۳° W      | ۲۶.۰ کیلومتر |
| Z      | ۵۱.۶° N       | ۱۲۰.۶° W      | ۲۹.۰ کیلومتر |
| L      | ۴۷.۰° N       | ۱۲۰.۰° W      | ۴۸.۰ کیلومتر |